# Рагби клуб Осло
Рагби клуб Осло је рагби јунион (рагби 15) клуб из Ослоа, престонице Краљевине Норвешке и један је од најтрофејнијих норвешких рагби клубова.

## Успеси
Шампиони Норвешке у рагбију - 7
2002, 2003, 2007, 2008, 2010, 2011, 2012